# Kis rombuszizom

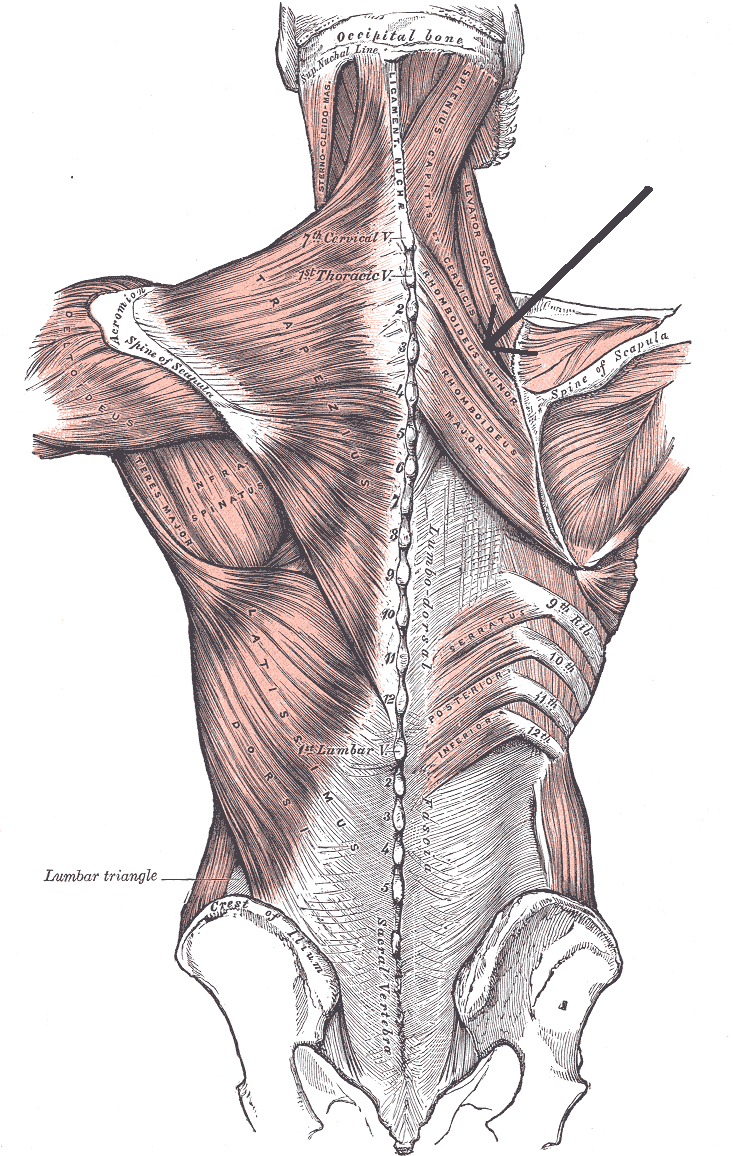
Az ember hátán található izmok (a fekete nyíl mutatja az izmot)

A kis rombuszizom (musculus rhomboideus minor) egy izom az ember hátán.

## Eredés, tapadás, elhelyezkedés
A ligamentum nuchae alsó részéről és hetedik nyaki csigolya valamit az első háti csigolya processus spinosus vertebrae-ről ered. A margo medialis scapulae-on és néha összeolvad a nagy rombuszizommal (musculus rhomboideus major)

## Funkció
A lapockát felfelé (elevatio) és mediális irányban (retractio) húzza. valamint a cavitas glenoidalist is. Hozzászorítja a lapockát a mellkasfalhoz (paries thoracis).

## Beidegzés, vérellátás
A nervus dorsalis scapulae idegzi be.:4 Az arteria dorsalis scapulae látja el vérrel.